# Storön
Storön este o arie protejată (arie specială de conservare — SAC, sit de importanță comunitară — SCI) din Suedia întinsă pe o suprafață de 37,7 ha, integral pe uscat.

## Localizare
Centrul sitului Storön este situat la coordonatele 65°43′43″N 23°07′51″E / 65.7285°N 23.1308°E.

## Înființare
Situl Storön a fost declarat sit de importanță comunitară în aprilie 2004 pentru a proteja 1 specie de plante. Situl a fost protejat și ca arie specială de conservare în martie 2011.

## Biodiversitate
Situată în ecoregiunea boreală, aria protejată conține 3 habitate naturale: Taiga vestică, Mlaștini împădurite, Mlaștini turboase de tranziție și turbării mișcătoare.
La baza desemnării sitului se află o specie protejată de  plante: papucul doamnei (Cypripedium calceolus).